# Centrioncus
Centrioncus (лат.) — род двукрылых семейства стебельчатоглазых мух.

## Описание
Верхнечелюстные щупики тёмные. Тёмная часть жгутика усика ограничена основанием аристы. Центральная область позади глазкового бугорка на темени обычно тёмная. В центральной части крыла имеется тёмное пятно. Передние бёдра среднем с 7-10 шиповидными щетинками. У самок тергит седьмого сегмента брюшка склеротизован и с загнутыми вниз боковыми краями, стернит этого сегмента разделен на широкую прямоугольную переднюю пластинку и изогнутую или прямоугольную заднюю пластинку.

## Экология
Встречаются преимущественно на низкорослых кустарниках и травянистых растениях в дождевых лесах.

## Классификация
Первоначальной род был описан Паулем Шпайзером в 1910 году в составе семейства муравьевидок. В 1950 году Джеймс Шиллито обосновал перенесение его в состав Diopsidae. Включает 10 видов:
- Centrioncus aberrans Feijen, 1983
- Centrioncus angusticercus Feijen, 1983
- Centrioncus bururiensis Feijen & Feijen, 2023
- Centrioncus bytebieri De Meyer, 2004
- Centrioncus copelandi Feijen & Feijen, 2023
- Centrioncus crassifemur Feijen & Feijen, 2023
- Centrioncus decellei Feijen, 1983
- Centrioncus decoronotus Feijen, 1983
- Centrioncus jacobae Feijen, 1983
- Centrioncus prodiopsis Speiser, 1910

## Распространение
Встречается в Анголе, Западной и Восточной Африке к северу от Замбези (16° южной широты).